# Třída 24
Třída 24 byla třída britských šalup z období první světové války. Celkem bylo postaveno 22 jednotek této třídy. Stavba dvou dalších byla zrušena. Za první světové války nebyla žádná ztracena. Mezi válkami byla většina vyřazena, ale dvě byly upraveny na výzkumné lodě. Jedna z nich byla za druhé světové války ukořistěna Japonskem a později potopena.

## Stavba

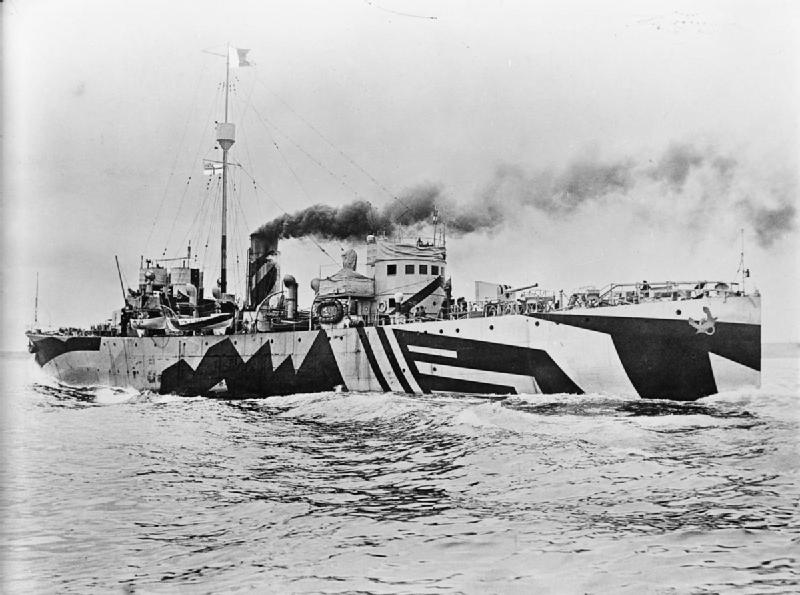
HMS Rocksand

Šalupy této třídy byly objednány v letech 1916–1917, přičemž navazovaly na třídu Flower. Plavidla nesla jména závodních koní, a proto aby nedošlo k záměně s minolovkami třídy Racecourse, byla tato třída označena podle počtu 24 původně objednaných plavidel. V letech 1918–1919 bylo postaveno celkem 22 šalup, přičemž stavba dvou dalších byla zrušena.

## Konstrukce

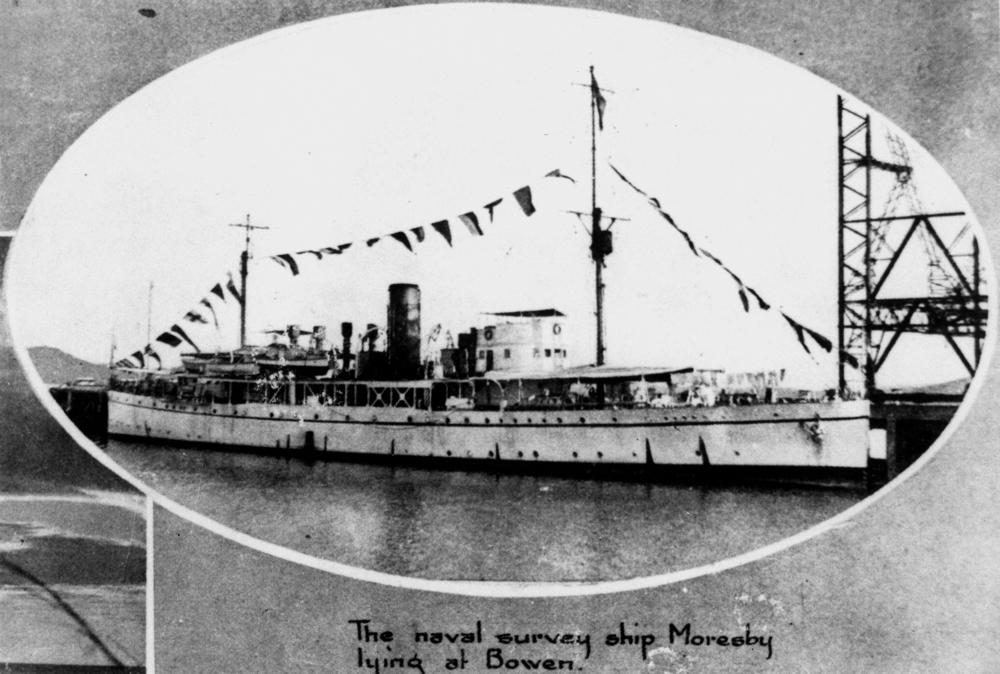
Výzkumná loď Moresby (ex Silvio)

Základní výzbroj tvořily dva 102mm kanóny (jeden na přídi a druhý na zádi) a 39 hlubinných pum, svrhávaných ze dvou vrhačů a dvou skluzavek na zádi. Pohonný systém měl výkon 2500 hp. Tvořily jej dva kotle a jeden parní stroj s trojnásobnou expanzí, pohánějící jeden lodní šroub. Nejvyšší rychlost dosahovala 17 uzlů.

## Služba
Plavidla byla nasazena v první světové válce. Mezi válkami byla většina lodí vyřazena, pouze dvě byly upraveny na výzkumné. Merry Hampton byla roku 1923 přestavěna na výzkumnou loď Herald. V únoru 1942 byla potopena vlastní posádkou v Singapuru. Japonci ji po vyzvedli a provozovali jako Heiyo. Roku 1944 se potopila na mině. Šalupa Silvio byla roku 1924 předán australskému námořnictvu a přestavěna na výzkumnou loď. V letech 1924–1940 sloužila jako HMAS Moresby.